# Wehrkreis II
Het Wehrkreis II (Stettin)  (vrije vertaling: 2e militaire district (Stettin)) was een territoriaal militaire bestuurlijke eenheid tijdens de Weimarrepubliek, en later van het nationaalsocialistische Duitse Rijk. Het bestond vanaf 1920 tot 1945.
Het Wehrkreis II was verantwoordelijk voor de militaire veiligheid van het Mecklenburg en Pommeren. Het voorzag ook in de bevoorrading en training van delen van het leger van de Heer in het gebied.
Het gebied van het Wehrkreis II was 54.131 vierkante kilometer groot, met een bevolking van 3.251.000. Het hoofdkwartier van het Wehrkreis II  was gevestigd in Stettin.
Het Wehrkreis II  had drie Wehrersatzbezirke, Schwerin, Köslin en Settin (vrije vertaling: drie reserve militaire districten).

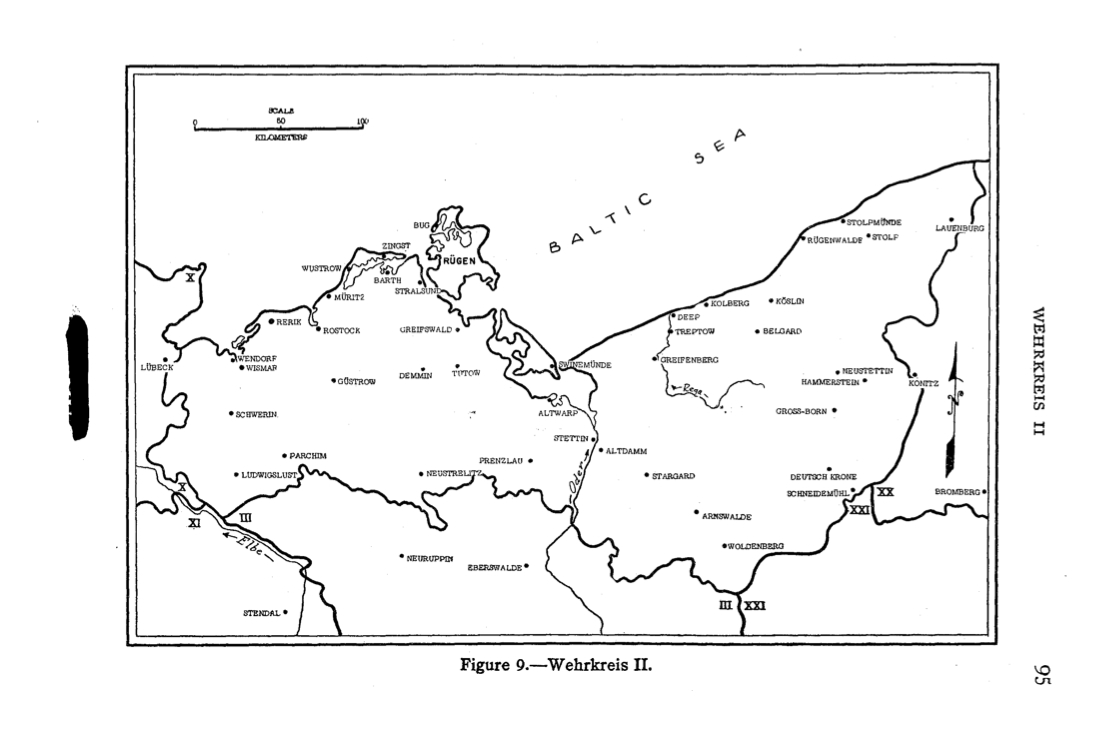
Kaart van het Wehrkreis II in 1944.

## Bevelhebbers[3]
| Rang                   | Naam                         | Begin                                              | Eind                                | Opmerking                                                                                                 |
| ---------------------- | ---------------------------- | -------------------------------------------------- | ----------------------------------- | --- |
| Generalleutnant        | Erich Weber                  | 16 juni 1920                                       | 15 juni 1921                        | |
| Generalleutnant        | Hans von Hammerstein-Gesmold | 16 juni 1921                                       | 1 februari 1923                     | |
| Generalleutnant        | Erich von Tschischwitz       | 1 februari 1923                                    | 1 februari 1927                     | |
| Generalleutnant        | Joachim von Amsberg          | 1 februari 1927                                    | 30 september 1929                   | Na deze functie met pensioen. Lid van het huis von Amsberg, en verre familie van prins Claus van Amsberg. |
| Generalleutnant        | Rudolf Schniewindt           | 1 oktober 1929                                     | 30 september 1931                   | |
| Generalleutnant        | Fedor von Bock               | 1 oktober 1931                                     | 1 april 1935                        | |
| General der Infanterie | Johannes Blaskowitz          | 1 april 1935                                       | 10 november 1938                    | |
| General der Infanterie | Adolf Strauß                 | 10 november 1938                                   | 26 augustus 1939 - 31 augustus 1939 | |
| Generalleutnant        | Hans Feige                   | 26 augustus 1939 - 1 september 1939                | 14 mei 1940                         | |
| Generalleutnant        | Max Föhrenbach               | 14 mei 1940                                        | 30 april 1942 - 1 mei 1942          | |
| General der Infanterie | Werner Kienitz               | 30 april 1942 - 1 mei 1942                         | 1 januari 1945 - 1 februari 1945    | |
| General der Kavallerie | Walter Braemer               | 1 januari 1945 - 17 januari 1945 - 22 januari 1945 | 1 februari 1945 - 10 februari 1945  | Hij had ook de rang van een SS-Gruppenführer.                                                             |
| General der Infanterie | Walter Hoernlein             | 1 februari 1945                                    | 15 april 1945 - 28 april 1945       | In januari 1945 werd Pommeren door het Russisch leger overlopen.                                          |

## Politieautoriteiten en SD-diensten
Höherer SS- und Polizeiführer (HSSPF) Ostsee, Wehrkreis II, was:
- SS-Obergruppenführer en General der Polizei Emil Mazuw[24] (28 augustus 1938 - mei 1945[25])

Inspekteur der Ordnungspolizei (IdO):
- Walter Basset (1 augustus 1938 - 31 oktober 1938[26])
- Otto Schumann (1 november 1937 - 24 mei 1940[27])

SD-eenheden:
- SD-Leitabschnitt Settin
- SD-Abschnitt Schwerin i. M.
- SD-Abschnitt Neustettin